# Love Is Blind (Limahl)
Love Is Blind è il terzo album del cantante britannico pop/dance Limahl, uscito nel 1992, soltanto in Germania e negli adiacenti paesi di lingua tedesca, per l'etichetta Bellaphon Records, nonché in Giappone, per la Jimco Records.

## Le due edizioni del disco e i quattro singoli estratti
L'edizione giapponese contiene due bonus tracks non presenti in quella tedesca, composta da sole 10 tracce, di contro alle 12 dell'edizione nipponica, di cui fanno parte la «Long Dub Version» di "Stop" e la «Dub Version» di "Maybe This Time", le cui versioni originali furono estratte come singoli. Curiosamente, entrambi questi singoli sono usciti sotto lo pseudonimo semi-fittizio «Bassline featuring Limahl», dietro al quale si cela lo stesso artista, che si firma «LUC», che sta per «Limahl Under Cover», cioè 'Limahl in incognito'.
L'album genera altri due singoli, rappresentati dalla title track, "Love Is Blind", e da un remix, aggiornato alle sonorità dell'epoca, di "Too Shy", la Numero Uno storica dei Kajagoogoo, il gruppo musicale di cui Limahl è il frontman per un breve, ma intenso periodo, nella prima parte del 1983, di nuovo nel 2003-2004 per VH1, e infine ancora a partire dal 2008. Con loro, il cantante sta tuttora registrando un nuovo album di inediti di studio ed effettuando, allo stesso tempo, un tour di promozione, che, dopo aver debuttato in Danimarca e aver toccato la Scozia, approderà a novembre del 2008 proprio in Germania, per sbarcare infine in Inghilterra a dicembre.
Nella sola Germania, dove la popolarità sia dei Kajagoogoo che di Limahl, nonostante la lunga separazione e quasi altrettanto protratta inattività, non è mai venuta meno, il terzo lavoro del solista è stato ristampato nel 1998. A differenza dei primi due album di Limahl, Don't Suppose del 1984 e Colour All My Days del 1986, usciti solo su vinile e su cassetta, il suo terzo album è stato pubblicato esclusivamente in versione CD, senza mai arrivare in Italia, in nessun formato, nonostante un discreto numero di ripetute richieste da parte dei fans.

## Tracce
1. "Love Is Blind" (Limahl) - 3:51
2. "So Far So Good" (Limahl/Eric V. Tijn/Jochem Fluitsma) - 3:58
3. "Stop" (Limahl/Steve Pigott) - 4:00
4. "Too Shy '92" (Limahl/N. Beggs/Kajagoogoo) - 4:03
5. "Let's Get Together Again" (Limahl/Anne Dudley) - 4:10
6. "Life Must Go On" (Limahl/Shaun Imrei/Graham Stack) - 4:18
7. "Maybe This Time" (Limahl/Steve Pigott) - 4:24
8. "Cheatin" (Limahl/Colin Taffe) - 3:45
9. "Stay with Me" (Limahl/Peter Oxendale) - 5:06
10. "Someone Else" (Limahl) - 4:26
11. "Stop" [Long Dub Version] (Limahl/Steve Piggott) - 4:53 [bonus track solo in Giappone]
12. "Maybe This Time" [Dub Version] (Limahl/Steve Piggott) - 3:58 [bonus track solo in Giappone]

## Credits
- Limahl: voce, produzione
- Eric V. Tijn, Jochem Fluitsma: co-produzione #3
- Steve Pigott: co-produzione #4, 7, 11, 12
- Andy Reynolds: co-produzione #4, 11
- Anne Dudley: co-produzione #5
- Shaun Imrei, Graham Stack: co-produzione #6
- Colin Taffe: co-produzione #8
- Peter Oxendale: co-produzione #9

## Dettagli pubblicazione
| Paese    | Data | Etichetta     | Formato | N° Catalogo |
| Germania | 1992 | Bellaphon     | CD      | 290-07-181  |
| Giappone |      | Jimco Records |         | JICM-89152  |